# Malabaila kotschyi
Malabaila kotschyi är en flockblommig växtart som beskrevs av Pierre Edmond Boissier. Malabaila kotschyi ingår i släktet Malabaila och familjen flockblommiga växter. Inga underarter finns listade i Catalogue of Life.